# Talang Selantai
Talang Selantai is een bestuurslaag in het regentschap Indragiri Hulu van de provincie Riau, Indonesië. Talang Selantai telt 318 inwoners (volkstelling 2010).